# چاه مرید
چاه مرید، شهری در بخش چاه مرید شهرستان کهنوج در استان کرمان ایران است. این شهر، مرکز بخش چاه مرید است.

## جمعیت
بر پایه سرشماری عمومی نفوس و مسکن در سال ۱۳۹۵، جمعیت شهر چاه مرید برابر با ۱٬۳۶۲ نفر (۳۷۴ خانوار) بوده‌است.